# Love Today
"Love Today" is een single afkomstig van het album Life In Cartoon Motion van Mika.

## Achtergrondinformatie
Het nummer werd gebruikt voor verschillende advertenties in de Verenigde Staten. Ook is het gebruikt in een reclamespotje voor Nickelodeon. "Love Today" werd alleen in de Frankrijk, Italië, Verenigd Koninkrijk, Australië en België uitgebracht. In Nederland werd de single alsnog uitgebracht als zesde single van het album.

## Verschijningsdatum
De single werd in het Verenigd Koninkrijk op 16 april 2007 als download uitgebracht, terwijl de cd officieel verscheen op 23 april 2007. Op 21 augustus 2008 kwam het nummer in Nederland uit, ruim een jaar later dan in andere landen.
- 16 april 2007 (digitaal)
- 23 april 2007 (fysiek)
- 23 april 2007 (maxi)
- 23 juli 2007
- 2 november 2007 (cd-single)
- 27 augustus 2007
- 21 augustus 2008

## Hitnotering
| Love Today in de Nederlandse Top 40 - binnen: 6 september 2008 | Love Today in de Nederlandse Top 40 - binnen: 6 september 2008 | Love Today in de Nederlandse Top 40 - binnen: 6 september 2008 | Love Today in de Nederlandse Top 40 - binnen: 6 september 2008 | Love Today in de Nederlandse Top 40 - binnen: 6 september 2008 | Love Today in de Nederlandse Top 40 - binnen: 6 september 2008 | Love Today in de Nederlandse Top 40 - binnen: 6 september 2008 |
| Week                                                           | 1                                                              | 2                                                              | 3                                                              | 4                                                              | 5                                                              |                                                                |
| -------------------------------------------------------------- | -------------------------------------------------------------- | -------------------------------------------------------------- | -------------------------------------------------------------- | -------------------------------------------------------------- | -------------------------------------------------------------- | -------------------------------------------------------------- |
| Nummer                                                         | 32                                                             | 31                                                             | 25                                                             | 25                                                             | 33                                                             | uit                                                            |

| Nummer | 90 | 93 | 99 | uit |

## Tracklist

### Cd-single/cd-maxi
1. "Love Today" – 3:57
2. "The Only Lonely One" (Demo)
3. "Billy Brown" (Acoustic)
4. "Love Today" (Switch Remix)

### 7-inchsingle/cd-single
1. "Love Today"
2. "Stuck in the Middle" (Acoustic Version)

### 12-inchsingle
1. "Love Today" (Switch Remix)
2. "Love Today" (Rob Mello's No Ears Vocal Remix)
3. "Love Today" (Rob Mello's No Ears Dub Remix)

### Dvd-single
1. "Love Today" (music video) – 3:57
2. "Grace Kelly" (music video) – 3:08
3. "Love Today" – 3:57
4. "Grace Kelly" – 3:08
5. "Grace Kelly" (Tom Neville dub remix) – 7:08

### Versies
- "UK Radio Edit" – 3:25
- "Album Version" – 3:57
- "Eric Kupper Extended Vocal Mix" - 8:41
- "Eric Kupper Dub" - 6:45
- "Eric Kupper Radio Edit" - 3:44
- "Switch Remix" – 5:41
- "Moto Blanco Radio Edit" – 3:29
- "Moto Blanco Remix" – 7:17
- "Rob Mello's No Ears Vocal Remix" - 6:36
- "Rob Mello's No Ears Dub Remix"" - 7:12
- "Patrick Wolf Remix" – 4:09